# مهدی امیرآبادی
مهدی امیرآبادی (زادهٔ ۳ اسفند ۱۳۵۸ در تهران) بازیکن فوتبال ایرانی بود که در پست دفاع چپ بازی می‌کرد.
امیرآبادی در سال ۱۳۸۳ از باشگاه فوتبال سایپا جدا شد و به استقلال تهران پیوست. او هشت سال برای استقلال بازی کرد و بعد از کاپیتانی و در سال ۱۳۹۱ به عضویت باشگاه فولاد درآمد. آخرین باشگاه وی پیکان بود او همچنین سابقه بازی برای تمام رده‌های تیم ملی ایران را نیز دارا می‌باشد.

## افتخارات
- قهرمانی در لیگ برتر فوتبال ایران ۸۵-۸۴ به همراه تیم استقلال تهران
- قهرمانی در جام حذفی ۸۷-۱۳۸۶ به همراه تیم استقلال تهران
- قهرمانی در لیگ برتر فوتبال ایران ۸۸-۸۷ به همراه تیم استقلال تهران
- قهرمانی در جام حذفی ۹۱-۹۰ به همراه تیم استقلال تهران

### افتخارات ملی
- قهرمانی در بازی‌های آسیایی ۲۰۰۲ به همراه تیم ملی فوتبال امید ایران
- مقام سوم در جام ملت‌های آسیا ۲۰۰۴ به همراه تیم ملی فوتبال ایران
- قهرمانی در مسابقات جام ال جی به همراه تیم ملی فوتبال ایران
- صعود به جام جهانی ۲۰۰۶ آلمان به همراه تیم ملی فوتبال ایران